# Korespondencja Piłata i Heroda
Korespondencja Piłata i Heroda – określenie dwóch apokryfów Nowego Testamentu, należących do cyklu Piłata: Listu Piłata do Heroda i Listu Heroda do Piłata.

## Charakterystyka
Apokryfy powstały prawdopodobnie w V wieku. Są one powiązane z twierdzeniem Ewangelii Łukasza dotyczącym procesu Jezusa: „W tym dniu Herod i Piłat stali się przyjaciółmi. Przedtem bowiem żyli z sobą w nieprzyjaźni” (Łk 23, 12 BT). Utwory są przychylne Piłatowi, który jako poganin został usprawiedliwiony, a wrogie Żydom. Wykazują podobieństwa do Wydania Piłata.

## Treść
Pierwszym utworem korespondencji jest List Piłata do Heroda. Piłat poinformował Heroda o doniesieniach, jakoby Jezus, którego wydał na ukrzyżowanie, zmartwychwstał. Wśród osób, które ujrzały Jezusa po zmartwychwstanie, byli Longinus i Prokula. Dowiedziawszy się o tym, Piłat postanowił umartwić się, na co przyszedł do niego Jezus, zapowiadając, że Piłata będą „błogosławić wszystkie pokolenia”, ponieważ to przez Piłata wypełniła się wola Boża.
Odpowiedzią jest List Heroda do Piłata, w którym opisał nieszczęścia, jakie dotknęły go – jak sądził – w związku ze śmiercią Jezusa i Jana Chrzciciela. Zaliczył do nich tragiczną śmierć Herodiady, śmiertelną chorobę jego syna Lesbonaksa, utratę oka przez jego żonę i puchliznę, której sam doświadczył. Stąd prośba do Piłata o wstawiennictwo u Jezusa w miarę możliwości, a także odprawienie godnego pogrzebu. Herod zaznaczył także, że kara za lżenie sprawiedliwego jest słuszna, a królestwo zostało dane poganom. List kończy się informacją o przesłaniu Piłatowi pierścienia Heroda i kolczyków jego żony.